# 艾特拉赫河 (伊勒河)
47°57′43.64″N 10°5′4.91″E / 47.9621222°N 10.0846972°E

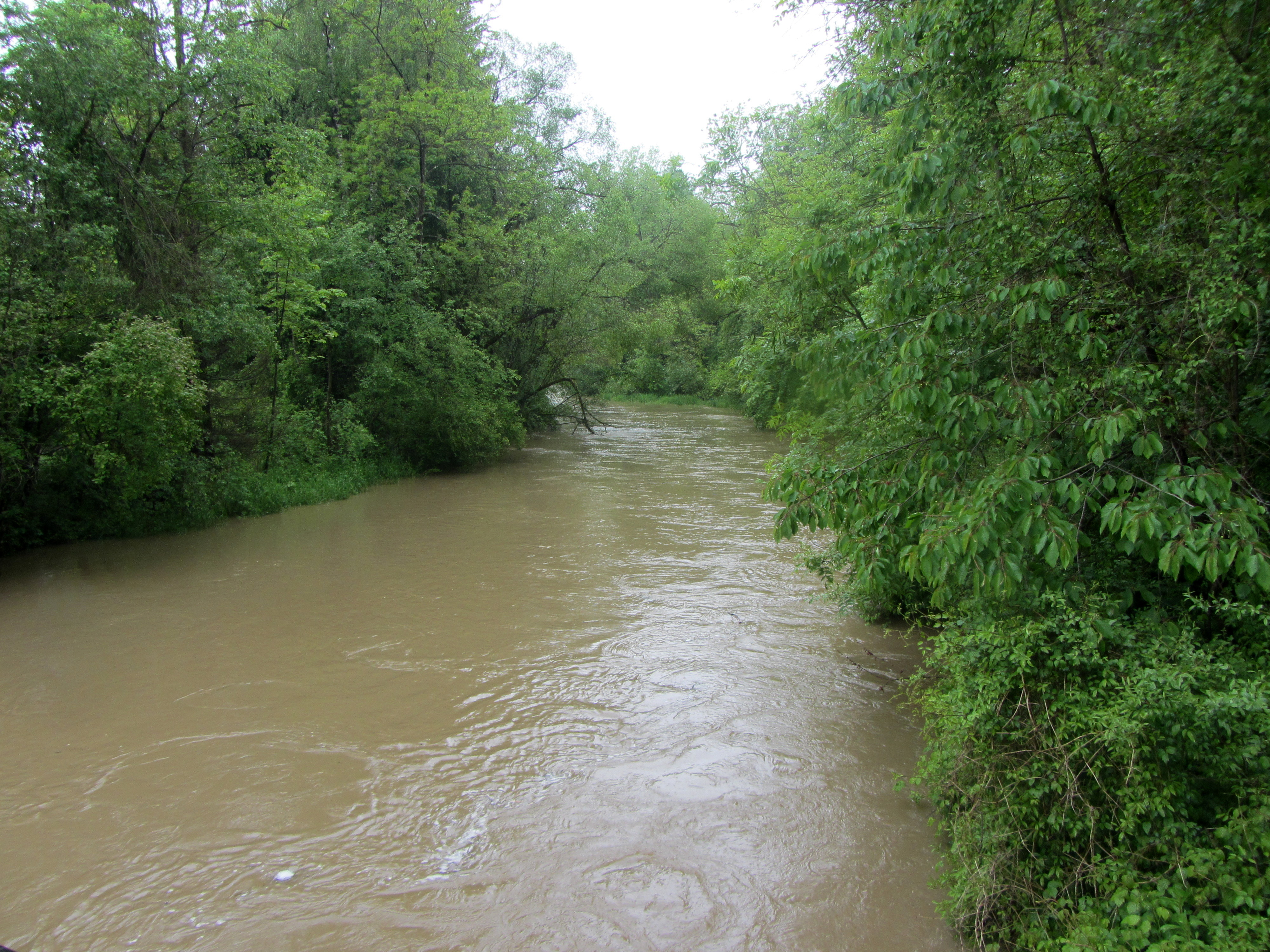

艾特拉赫河（德語：Aitrach），是德國的河流，位於該國西南部，由巴登-符騰堡州負責管轄，屬於伊勒河的左支流，河道全長39.6公里，流域面積357平方公里。